# Сефер Халілович
Сефе́р Халі́лович (босн. Sefer Halilović; нар. 6 січня 1952) — боснійський генерал і командувач Армії Республіки Боснії і Герцеговини під час війни 1992—1995 років в Боснії і Герцеговині. Перший начальник Генерального штабу Армії Республіки Боснії і Герцеговини. Засновник і голова Боснійсько-герцеговинської патріотичної партії. В уряді Федерації Боснії і Герцеговини обіймав посаду міністра у справах біженців і переміщених осіб у 1998—2001 рр.
У 2001 році звинувачений Міжнародним трибуналом для колишньої Югославії у скоєнні воєнних злочинів, але в кінцевому підсумку виправданий.
Сьогодні це відомий політик Боснії і Герцеговини, депутат парламенту Боснії і Герцеговини.

## Передвоєнна біографія
Халілович народився на хуторі Ташево у муніципалітеті Прієполе історичної області Санджак СР Сербії тодішньої федеративної Югославії. З 1971 року три роки навчався у військовій академії у Белграді, а в 1975 році проходив підготовку у військовому училищі м. Задар, де став офіцером ЮНА. 31 серпня 1990 р. перебрався в Белград, де відвідував дворічні курси школи командирів. Коли у вересні 1991 року він полишив армію, то вже був професійним офіцером і мав звання майора. Повернувшись у Боснію і Герцеговину, заснував Патріотичну лігу і планував оборону країни.

## Роки війни
25 травня 1992 р. Президія Республіки Боснії і Герцеговини призначила Халіловича командувачем штабу Територіальної оборони Республіки Боснії і Герцеговини замість Гасана Ефендича, цим самим зробивши його найбільш високопоставленим військовим командиром збройних сил Республіки Боснії і Герцеговини.
Від моменту його призначення у травні до початку липня, поки ТО переростала в армію, Халілович також перебував на посаді члена Воєнної президії. Після липня 1992 р. він виступав у ролі начальника Генерального штабу армії Республіки Боснії і Герцеговини. 18 серпня 1992 р., Президія утворила п'ять корпусів Армії БіГ з Халіловичем як начальником штабу Верховного командування/начальником Головного штабу. 8 червня 1993 р. було створено нову посаду командувача Верховного командування. Її обійняв Расім Делич. З 18 липня 1993 р. по 1 листопада 1993 р. Халілович займав посаду заступника командувача Верховного командування Армії Республіки БіГ, а також начальника штабу Верховного командування.

### Спроби вбивства
Під час війни Халілович не раз розходився в поглядах з політичними лідерами Боснії, які в свою чергу, ймовірно, несуть відповідальність за невдалі замахи на життя Халіловича. 7 липня 1993 р. о 14:10 квартиру Халіловича було підірвано вибуховим пристроєм за допомогою дистанційного пульту. Хоча Халілович, його син і дочка уціліли, його дружина Медіха та її брат Едін Рондич загинули. Рондич з'явився на балконі у військовій формі в той самий час, коли Халілович прийшов додому на обід з сім'єю. Вбивці, очевидно, прийняли Рондича за Халіловича і привели в дію вибуховий пристрій.
Вбивця був членом Служби державної безпеки або її таємної групи з ліквідації, а його командиром був директор Служби.

## Звинувачення
На момент винесення обвинувального висновку Халілович був міністром уряду у Федерації Боснії і Герцеговини та лідером власної заснованої 1996 р. політичної партії — Боснійсько-герцеговинської патріотичної партії-Сефер Халілович, а також славився як завзятий критик президента Боснії і Герцеговини Алії Ізетбеговича. Він був звинувачений Міжнародним трибуналом для колишньої Югославії 30 липня 2001 р. Він добровільно здався 25 вересня 2001 р. і не визнав себе винним двома днями пізніше. Халілович діставав тимчасове звільнення з 13 грудня 2001 року до початку судового розгляду і з 5 вересня 2005 року по 14 листопада 2005 року.
Халіловича було звинувачено в командній відповідальності за вбивства 63-х хорватських цивільних осіб і військовослужбовців протягом операції з визволення частин Герцеговини, раніше зайнятих хорватськими військами Герцег-Босни, і розблокування Мостара, відомої як "операція «Неретва '93», за статтею 7 (3) Статуту Трибуналу в одному випадку порушення законів і звичаїв війни (стаття 3 — Вбивство). Різня, відповідальність за яку вимагалася від нього, відбулася в селах Грабовіца і Уздол у вересні 1993 року. Прокурори МТКЮ стверджували, що він був керівником операції «Неретва '93», яка проводилася Армією Республіки БіГ в цьому районі.
Суд над Сефером Халіловичем розпочався 31 січня 2005 року. Звинувачення завершило справу 2 червня. Захист тривав з 27 червня до 14 липня 2005 року. Сторони виголосили свої заключні слова 30 і 31 серпня 2005 року.
Адвокат Халіловича Фарук Баліяґич намагався довести, що агенти спецслужб підкупили численних свідків для викривлення того, що дійсно мало місце і що Халілович є просто цапом-відбувайлом. Опублікована в 1997 р. книжка мемуарів Халіловича «Lukava Strategija (Хитра стратегія)» висвітлює подробиці тієї сторони історії.
16 листопада 2005 р. Халіловича було виправдано за всіма пунктами звинувачення і звільнено з ув'язнення. Суд установив, що в той час, коли в названих пунктах мали місце вбивства, визнані воєнними злочинами, Халілович не мав командних повноважень, будучи тільки інспектором, через що він не може вважатися відповідальним за них. У вироку Трибуналу також доведено, що вбивства самовільно скоїли окремі особи, а, отже, злочин не було сплановано. Звинувачення оскаржило вирок. 16 жовтня 2007 р. Апеляційна палата відхилила апеляцію сторони звинувачення і підтвердила виправдальний вирок, винесений майже двома роками раніше Судовою палатою.

## Післямова
Справа Сефера Халіловича увійшла в історію як рідкісний випадок у практиці Гаазького трибуналу, коли звинуваченого було повністю виправдано.
1 жовтня 2006 р. Сефера Халіловича було обрано на 4 роки до Парламентської Скупщини Боснії і Герцеговини. Розповідають, що він вільно володіє російською.